# يوكا (ممثلة)
يوكا (باليابانية: 優香؛ بالكانا: ゆうか) هي تارينتو وممثلة يابانية، ولدت في 27 يونيو 1980 في أكيرونو في اليابان.

## وصلات خارجية
- الموقع الرسمي
- يوكا (ممثلة) على موقع IMDb (الإنجليزية)
- يوكا (ممثلة) على موقع قاعدة بيانات الفيلم (الإنجليزية)